# ZENON
ZENON DAI ist der seit 2002 bestehende zentrale Online-Katalog der Bibliotheken des Deutschen Archäologischen Instituts (DAI). Mit seinen inzwischen 1,4 Millionen bibliographischen Datensätzen ist er eines der wichtigsten bibliographischen Nachweisinstrumente der Altertumswissenschaften. Er verzeichnet aber nicht nur den Bibliotheksbestand der DAI-Abteilungen, des DEI Amman und der Winckelmann-Gesellschaft, sondern weist darüber hinaus auch retrodigitalisiertes Quellenmaterial und e-Ressourcen nach.

## Name
Das Wort ZENON DAI ist ein aus dem Begriff Zentraler Online-Katalog des Deutschen Archäologischen Instituts gebildetes Akronym. Bei der Namensgebung des Kataloges finden sich aber auch verschiedene Bezüge zu den Altertumswissenschaften, unter anderem zum griechischen Namen Ζήνων, der so viel wie Geschenk des Zeus bedeutet und durch historische Namensträger, wie Zenon von Elea oder Zenon von Kition bekannt ist.

## Bestand
ZENON DAI/iDAI.bibliography verzeichnet seit 2002 die Bestände der Bibliotheken des Deutschen Archäologischen Instituts, des Deutschen Evangelischen Instituts für Altertumswissenschaft des Heiligen Landes in Amman und der Winckelmann-Gesellschaft in Stendal. Mit seinen inzwischen 1,4 Millionen bibliographischen Datensätzen (Stand: Juli 2022) ist ZENON DAI/iDAI.bibliography eines der wichtigsten bibliographischen Nachweisinstrumente der weltweiten Altertumswissenschaften und verzeichnet Monographien, Aufsätze aus Kongressen, Sammelwerken und Zeitschriften, Rezensionen, Zeitschriftentitel, Karten- und Archivmaterialien sowie eRessourcen aus dem gesamten Fächerkanon der Altertumswissenschaften.
Als iDAI.world-System trägt ZENON DAI seit einigen Jahren den Namen iDAI.bibliography und ist derzeit mit diesen Systemen der iDAI.world vernetzt:
- iDAI.gazetteer[2]
- iDAI.publications[3]
- iDAI.objects/Arachne[4]

Als Frontendsystem ist VuFind im Einsatz, als Backendsystem wird seit 2020 die Bibliothekssoftware Koha eingesetzt, zuvor wurde die Bibliothekssoftware Aleph genutzt. Durch die Einbindung von iDAI.bibliography/ZENON in die Metasuche des Fachinformationsdienstes Altertumswissenschaften „Propylaeum“, in das „URBiS Library Network“ sowie in „Bibliopera“ ist die Datenbank national und international vernetzt.